# Metylformiat
Metylformiat är en ester av myrsyra och metanol med formeln HCO2CH3.

## Framställning
Metylformiat kan framställas genom en kondensationsreaktion mellan metanol (CH3OH) och myrsyra (HCOOH).
{\displaystyle {\rm {CH_{3}OH+HCOOH\rightarrow CH_{3}HCO_{2}+H_{2}O}}}
Industriellt framställs metylformiat av metanol och kolmonoxid under inverkan av en stark bas.
{\displaystyle {\rm {CH_{3}OH+CO\rightarrow CH_{3}HCO_{2}}}}

## Användning
Metylformiat används för att tillverka formamid, dimetylformamid och myrsyra. På grund av det höga  ångtrycket används det som lösningsmedel i snabbtorkande färg. Det marknadsförs också under namnet Ecomate som ersättningsmedel för CFC:er och HFC:er eftersom det inte bidrar till global uppvärmning eller ozonhålet.